# Spirydon (Morozow)
Spirydon, imię świeckie Dmitrij Anatolijewicz Morozow (ur. 25 grudnia 1987 w Burnowie, rejon birski Baszkirskiej ASRR) – rosyjski biskup prawosławny.

## Życiorys
W okresie szkolnym był ministrantem i zastępcą psalmistów w cerkwiach Birska. W 2005 r. wstąpił do seminarium duchownego w Jekaterynburgu. Po jego ukończeniu został skierowany do eparchii ufijskiej, gdzie z rąk metropolity ufijskiego i sterlitamackiego Nikona otrzymał 19 sierpnia 2010 r. święcenia diakońskie, a 7 dni później – kapłańskie.
W latach 2010–2011 odbył służbę w oddziałach wojsk bezpieczeństwa wewnętrznego Federacji Rosyjskiej w Ufie.
Od 2011 r. był kierownikiem administracyjnym eparchii ufijskiej. Rok później został skierowany do nowo powstałej eparchii saławackiej i mianowany proboszczem parafii katedralnej w Saławacie. W 2013 r. został rzecznikiem prasowym eparchii. W tym samym roku ukończył Kijowską Akademię Duchowną ze stopniem kandydata nauk teologicznych. W 2014 r. wszedł w skład komisji ds. stosunków międzywyznaniowych i narodowościowych miasta Saławata, a w 2018 r. został sekretarzem eparchii saławackiej.
21 lutego 2018 r. złożył przed biskupem saławackim i kumiertauskim Mikołajem wieczyste śluby mnisze z imieniem Spirydon, ku czci św. Spirydona z Tremituntu.
Od 2018 r. docent w Katedrze Historii Ogólnej i Nauk Filozoficznych w filii Baszkirskiego Uniwersytetu Państwowego w Sterlitamaku, wykładowca teologii w podstawowym programie edukacyjnym „Historia i Filozofia Prawosławia”.
Postanowieniem Świętego Synodu z 15 października 2018 r. wybrany biskupem birskim i biełorieckim, w związku z czym otrzymał 5 dni później godność archimandryty. Chirotonia biskupia odbyła się 2 grudnia 2018 r. w soborze Chrystusa Zbawiciela w Moskwie, pod przewodnictwem patriarchy moskiewskiego i całej Rusi Cyryla.